# C4Iシステム

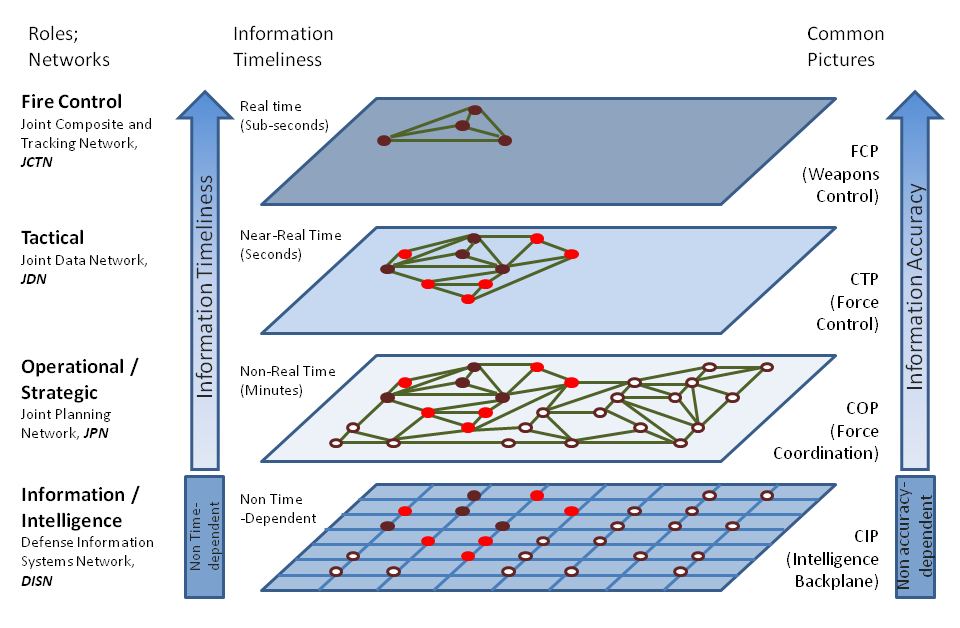
アメリカ軍が運用する4階層のネットワーク。各種のC4Iシステムはこれらのネットワーク上で構築される。

C4Iシステム（シー・クァドラプル・アイ・システム、C Quadruple I system、英: Command Control Communication Computer Intelligence system）は、軍隊における情報処理システム。指揮官の意思決定を支援して、作戦を計画・指揮・統制するための情報資料を提供し、またこれによって決定された命令を隷下の部隊に伝達する。すなわち、動物における神経系に相当するものであり、部隊の統制や火力の効率的な発揮に必要不可欠である。

## 歴史
C4Iシステムは、軍事組織を効率的に運用するために自然発生的に培われたものであるため、その基本概念は古代より軍事組織に内在している。
その最も根源的な機能を担う指揮及び統制（Command and Control: C2）システムは、伝令兵、またはのろし（視覚）やラッパ（音響）を主体とする伝令通信によって担われており、古代より軍隊で体系化されていた。その後、1960年代において、情報理論の発達とともにインテリジェンス（Intelligence）、電気通信の発達とともに通信（Communication）がそれぞれクローズアップされて、1970年代まではC3I（Command Control Communication; C-Cubed-I）システムという名称で呼ばれていた。
その後、通信技術の発達により電磁波探知機や電話・無線などの電気通信手段が多用されるようになると通信のネットワークが構築され、1980年代のコンピュータ・情報処理技術の急速な発達と相まって4つめのC（Computers）が加えられ、現代のC4Iシステムの基盤が構築される。1990年代後期に入るとコンピュータ単体の高性能化が加速し、膨大な情報の自動的な入手・処理・伝達を総括する情報システムが加わることで現代の形が完成された。今日においてもATMやxDSL、VoIPをはじめとする次世代通信技術は飛躍的な革新を遂げており、今後の動向が注目されている。
なお、近年では、統合作戦の重要性の増大に対応して相互運用性 （Interoperability）の"I"が加わってC4I2、あるいは各種情報資産の存在感の増大に対応して監視（Surveillance）と偵察（Reconnaissance）の"S"と"R"が追加されてC4ISR、さらに目標捕捉（Target Acquisition）の"TA"が追加されてC4ISTARと呼ばれることもある。
機動戦の普及にともなう戦場の流動化と拡大、戦闘体系の複雑化に伴い、C4Iシステムの重要性は増大しつづけている。C4Iシステムを活用した画期的な軍事ドクトリンであるネットワーク中心の戦い（NCW）ドクトリンの提唱とともに、特にアメリカにおいては、冷戦終結後の世界秩序の変化に対応する米軍再編の中核として情報RMAが進められているが、これは事実上、C4Iシステムの整備と同義である。

## 分類
C4Iシステムは、当然ながら、あらゆる軍事組織のあらゆる階梯に内包されている。しかし多くの場合、取り扱う情報の種類・精密度に応じて、下記の用途・階梯に分けて整備されている。

### 用途
C4Iシステムは、大きく分けて、作戦指揮（OPS）系列と、情報資料（INTEL）系列の2系列に分けられる。これは、1990年にアメリカ海軍が採択したコペルニクスC4Iコンセプトにおいて提唱されたもので、下記のように規定されている。
作戦指揮系（OPS）
上級または下級指揮官の意図、そして、敵に関する連続的な情報（レーダー探知情報など）の伝達を担当し、共通作戦状況図（COP）ないし共通戦術状況図（CTP）を生成する。民間の情報処理システムにおける基幹系システムに相当する。
情報資料系（INTEL）
敵に関するすべての情報報告を総合することによって導出される敵の可能行動について扱い、共通インテリジェンス状況図（CIP）を生成する。民間の情報処理システムにおける情報系システムに相当する。
コペルニクスC4Iコンセプトにおいては、作戦部隊指揮官においてOPS系列とINTEL系列のC4Iシステムを集約することにより、健全な意思決定を実現ならしめることとされている。のちにこのコンセプトは、アメリカ全軍に拡大され、C4I for the Warrior（C4IFTW）コンセプトとして採択された。また、これらのシステムは、さらに用途に応じて前線での交戦に使用される指揮系システムと、兵站・人事など後方支援に使用される業務系システムに分けられることもある。

### 階梯
システムの階梯は、取り扱う情報の精密度に応じて決定される。作戦指揮系システムにおいては、通常、戦略級システム・作戦級システム・戦術級システムの3系統、および直接の火力発揮を担当する交戦級システムとして整備される。これらは上下に連接され、各級部隊指揮官の戦闘行動を支援する。これに対し、情報資料系システムにおいては、あらゆる階梯においてあらゆる精度の情報が有用であることから、このような階梯区分はなされないことが多い。

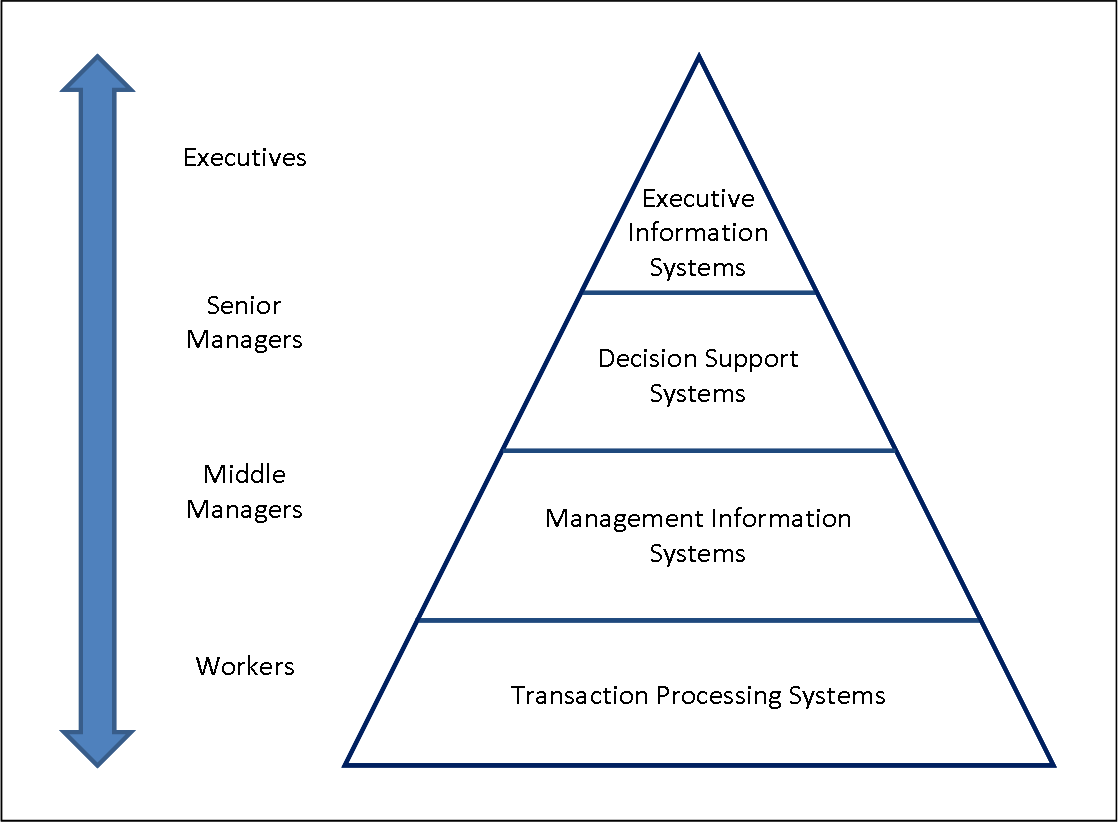
民間の情報システムの古典的4階層。軍事用C4Iシステムも同様の階層構造になっている。

戦略級システム
戦争を指導する戦略の遂行を支援するシステムであり、民間における経営戦略支援システム（Executive information system, EIS）に相当する。作戦級システムと同様、扱われる情報は兵力調整（Force Coordination）精度のものであり、共通作戦状況図（COP）を生成することで、各軍種の高レベル指揮官、および文民指導者など、その国の軍隊の最高意思決定を支援する。代表的なものとしてはアメリカ軍の汎地球指揮統制システム（GCCS）がある。
作戦級システム
作戦を指導する作戦術の遂行を支援するシステムであり、民間における意思決定支援システム（Decision support systems, DSS）に相当する。戦略級システムと同様、扱われる情報は兵力調整精度のものであり、各軍種内・兵種間で共通作戦状況図（COP）を生成することで、作戦指揮官の意思決定を支援する。代表的なものとしてはアメリカ海軍の統合作戦戦術システム（JOTS）があり、これはのちに上記のGCCSシリーズ、および北大西洋条約機構のMCCISに発展した。
戦術級システム
戦闘を指導する戦術の遂行を支援するシステムであり、民間における経営情報システム（Management Information Systems, MIS）に相当する。扱われる情報は兵力統制（Force Control）精度のものであり、各戦術単位において共通戦術状況図（CTP）を生成する。代表的なものとしてはアメリカ海軍の海軍戦術情報システム（NTDS）があり、これは北大西洋条約機構で標準となった。
交戦級システム
民間における業務処理システム（Transaction processing system, TPS）に相当し、射撃指揮システムや武器管制システムが該当する。扱われる情報は武器管制（Weapon Control）精度のものであり、個々の交戦当事者によって使用され、通常、他の交戦当事者との共通状況図生成は行なわれない。ただしアメリカ軍においては、共同交戦能力の導入によって単一統合航空状況図（SIAP）の生成が試みられている。海上自衛隊のFCS-2など、各国において様々なものが開発・運用されている。

## 各国C4Iの現状
現在、多くの海軍が戦術級C4Iシステムを構築している。TAVITACやSTACOSなどといった戦術情報処理装置は広く輸出に供され、リンク Yなど、輸出用の戦術データ・リンクの規格も開発された。また、空軍についても、近年では、管制能力の付与された早期警戒機と、先進的なアヴィオニクスを搭載した戦闘機の輸出が進められるにつれて、空中運用可能な戦術級C4Iシステムを構築する国が現れ始めた。また、国家戦略の一環として、地上固定型の高速データ回線が整備されるにつれて、これに伴って戦略級C4Iシステムの構築も進められている。
その一方で、作戦級C4Iシステムの整備は遅れている。その主な理由は、作戦地域において、C4Iシステムを賄うに足る通信回線を確保することが困難であることにある。作戦区域を頻繁に移動する司令部に対して高速回線を提供する最適解は衛星通信であることから、アメリカのように独自の軍事通信衛星を持っている国や、日本のように、軍用とは限られなくとも政府用の通信衛星を保有している国は、これによる衛星通信を使用できる。また、特に海軍分野においては、インマルサットなどの民間通信衛星を使用した独自システムを構築しているケースもあるが、依然として、短波での音声通話あるいは暗号電報のみに頼っている国も多い。

### 日本
自衛隊のC4Iシステムはおおむね米軍に準じたものとなっており、戦略級システムとして中央指揮システム（CCS）、作戦級システムとしては、陸上自衛隊が陸自指揮システム、海上自衛隊が海上作戦部隊指揮管制支援システム（MOFシステム）、航空自衛隊が新自動警戒管制システム (JADGEシステム)を配備している。
また、戦術級システムとしては、海上自衛隊ではOYQシリーズおよびイージスシステム (AWS) 、陸上自衛隊では基幹連隊指揮統制システム (ReCs) が配備されている。

### アメリカ
アメリカ軍は、世界の軍隊のなかでももっとも先進的なC4Iシステムを有している。
アメリカ軍のC4Iシステムは、現在、作戦指揮（OPS）系統と情報活動（INTEL）系統の2つの系統に整理されている。また、OPS系統については、その規模に応じて、戦略級、作戦級、戦術級の各システムが開発されているが、このうち、戦略級システムとしては、全軍でGCCSを採用している。また、作戦級システムとしても、GCCSとの互換性を確保したGCCS-A/M/AF/MCが使用されている。これら作戦級システムについては、イギリスや日本などにも回線が提供されているが、これ以外の同盟国との共同作戦を考慮した作戦級C4Iシステムとして、CENTRIXS (Common Enterprise Regional Information Exchange System)も提供されている。
戦術級システムについては各軍に応じて開発されており、海軍ではイージスシステム (AWS) 、艦艇自衛システム (SSDS)が、陸軍では陸軍戦闘指揮システム (ABCS)が配備されている。

### イギリス
イギリス軍は、全軍共通の戦略級C4IシステムとしてJOCS (Joint Operational Command System) を配備している。JOCSは、湾岸戦争の経験から開始されたJCSI（Joint Command System Initiative）計画のもとで開発され、1995年から1996年におこなわれたパイロット・フェーズを経て、1997年からのフェーズ2で実用段階に入った。2004年からは、より拡大されたフェーズ3が運用されている。

### フランス
フランス海軍は、作戦級C4IシステムとしてAIDCOMERを配備している。これは、SPARCアーキテクチャによるコンピュータを使用している。
一方、戦術級C4Iシステムとしては、SENITシリーズの戦術情報処理装置とNATO標準のリンク 11によるシステムを構築している。また、フォルバン級駆逐艦などではリンク 16の導入が進んでいる。

### ロシア
ロシアは、ソ連時代に構築した作戦級C4ISRシステムとしてのレゲンダ・システムで西側を驚嘆させた。これは、小型原子炉を備えたレーダー衛星と太陽電池を備えた光学偵察衛星によって構成される全海洋監視システムであり、1978年より稼動を開始、1982年のフォークランド紛争においては、イギリス艦隊の行動をニア・リアルタイムで捕捉することに成功し、その真価を証明した。後継としてはリアーナ・システムが開発されており、2009年より運用が開始されている。
戦術級システムとしては、ウダロイ級駆逐艦で大規模に導入されたことが知られているほか、タルワー級フリゲートやゲパルト型フリゲートでは、高度に商用オフザシェルフ化されたシステムが搭載されている。これらは、西側製の高性能なハードウェア上で、ロシア製のソフトウェアが動作している。

### シンガポール
シンガポール軍は、作戦級C4IシステムとしてACCESSを配備している。これは、シンガポールと台湾が共同で運用するST-1通信衛星による通信を使用する。